# بوگدان ملادنوویچ
بوگدان ملادنوویچ (صربی: Bogdan Mladenović؛ زادهٔ ۴ آوریل ۱۹۹۶) بازیکن فوتبال اهل صربستان است.
از باشگاه‌هایی که در آن بازی کرده‌است می‌توان به باشگاه فوتبال راد اشاره کرد.
وی همچنین در تیم‌های ملی فوتبال زیر ۲۰ سال صربستان و صربستان بازی کرده‌است.